# Wiktor Zygmunt Przedpełski

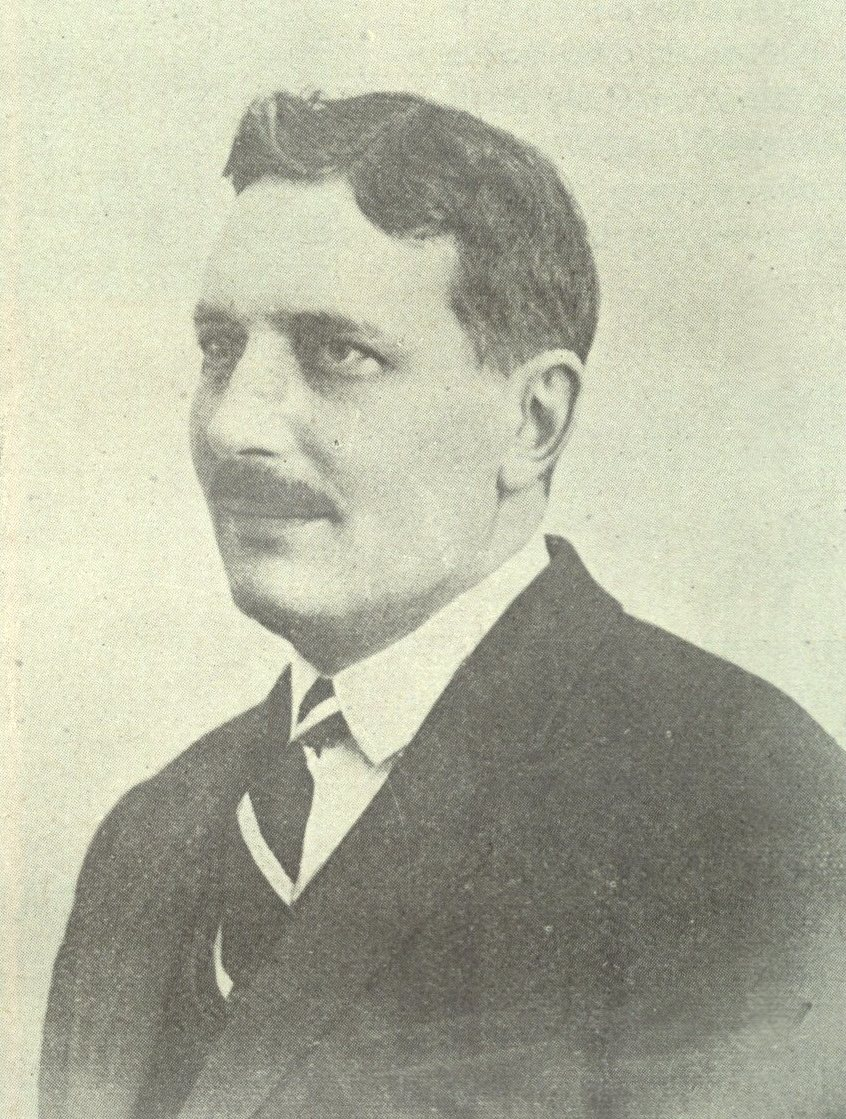
Wiktor Zygmunt Przedpełski

Wiktor Zygmunt Przedpełski, ps. Kwaśniewski, Pełczyński (ur. 3 czerwca 1891 w Krasnem,  zm. 5 sierpnia 1941 w Nowym Jorku) – plutonowy pospolitego ruszenia Wojska Polskiego, działacz socjalistyczny i niepodległościowy, kawaler Orderu Virtuti Militari, inżynier chemik.

## Życiorys
Urodził się 3 czerwca 1891 w Krasnem, w ówczesnym powiecie ciechanowskim guberni płockiej, w rodzinie Jana Adolfa (1859–1944) i Zenobii Petroneli z Krygierów (1865–1945). Był bratem Bolesława, senatora V kadencji. W 1908 zdał maturę w Szkole Realnej Witolda Wróblewskiego w Warszawie, po czym wstąpił na Wydział Chemii Szkoły Politechnicznej we Lwowie, gdzie w 1924 uzyskał tytuł inżyniera.
Od 1907 należał do PPS-Lewicy. W 1914 aresztowany na terenie Królestwa Polskiego i zesłany do guberni tobolskiej. W latach 1917–1919 działał w polskim ruchu niepodległościowym na terenie Rosji i służył w Dywizji Syberyjskiej.
W 1919 wrócił z zesłania, walczył jako ochotnik w walkach o Lwów. W styczniu 1920 został prezesem Wydziału (zarządu) Towarzystwa Bratniej Pomocy Słuchaczów Politechniki we Lwowie. Współorganizował Polską Organizację Wojskową na Górnym Śląsku, następnie był inspektorem POW. Uczestniczył w powstaniach śląskich. W ramach osadnictwa wojskowego otrzymał 20 ha ziemi w Jelnej. Pełnił funkcję prezesa Związku Osadników.
W 1928 wstąpił do BBWR wraz ze Zjednoczeniem Pracy Miast i Wsi i od tego samego roku do 1930 pełnił z okręgu Grodno mandat posła na Sejm II kadencji.
Pełnił funkcję wiceprezesa rady nadzorczej założonych w 1923 Zakładów Chemicznych „Kutno”. Zasiadał w radzie głównej Powszechnej Wystawy Krajowej w Poznaniu. Był prezesem Polskiego Związku Organizacji i Kółek Rolniczych, Państwowych Zakładów Przemysłowo-Zbożowych, Polskiego Związku Bekonowego (od 1934 Polski Związek Eksporterów Bekonu i Artykułów Zwierzęcych) od 18 stycznia 1933 oraz Polskiego Eksportu Spirytusu i Wódek. Był twórcą Towarzystwa Handlu Międzynarodowego „Dal” SA. W 1934 był przewodniczącym zespołu nadzorców sądowych nad koncernem hutniczym „Wspólnota Interesów”, a potem prezesem rady nadzorczej przedsiębiorstwa. 
1 lipca 1928 został członkiem zarządu głównego założonego wówczas Związku Sybiraków. Członek Rady Głównej  Centralnego Towarzystwa Organizacji i Kółek Rolniczych od 1934 roku, radca Izby Przemysłowo-Handlowej w Katowicach w 1935 roku. 
Podczas II wojny światowej przebywał na emigracji w Rumunii, we Francji i od lutego 1940 w USA. Był członkiem Rady Głównej Zrzeszenia Uchodźców Wojennych z Polski w Stanach Zjednoczonych.
Zmarł w Nowym Jorku. Grób symboliczny znajduje się na cmentarzu Powązkowskim w Warszawie (kwatera 141-1-17).

## Życie prywatne
Dwukrotnie żonaty. Z pierwszą żoną Olgą z domu Ratiani miał syna Czesława (ur. 24 grudnia 1915), a z drugą - Lidią z domu Starkmeth - synów Jana (ur. 21 czerwca 1925) i Tadeusza (ur. 31 maja 1927).

## Ordery i odznaczenia
- Krzyż Srebrny Orderu Wojskowego Virtuti Militari nr 7888[1] – 27 czerwca 1922[9]
- Krzyż Komandorski Orderu Odrodzenia Polski – 10 listopada 1927 „za zasługi na polu narodowem oraz organizacji Kółek rolniczych w województwach wschodnich”[10]
- Krzyż Niepodległości – 7 lipca 1931 „za pracę w dziele odzyskania niepodległości”[11]
- Krzyż Walecznych[4]
- Krzyż na Śląskiej Wstędze Waleczności i Zasługi